# Incendio de la Ribera de Ebro de 2019
El incendio de la Torre del Español o incendio de la Ribera de Ebro fue un incendio originado en el término municipal de la Torre del Español el 26 de junio de 2019 que quemó más de 6.500 hectáreas. Fue el incendio más virulento de Cataluña después de los Incendios del Alto Ampurdán de 2012. El fuego se inició en el término municipal de la Torre del Español y se extendió rápidamente a diferentes municipios vecinos: Vinebre, la Palma de Ebro, Flix (en la comarca de la Ribera de Ebro) y Mayals (en la comarca del Segriá). Participaron en las tareas de extinción 350 Bomberos de la Generalidad de Cataluña y 260 efectivos de la Unidad Militar de Emergencias (UME). El incendio se dio por estabilizado el sábado 29 de junio a las diez de la noche.

## Contexto
El despoblamiento, el abandono del campo y el momento de sequía y altas temperaturas contribuyeron a la extensión del incendio.
Las Tierras del Ebro perdieron, en el periodo 2011-2016, 10.776 residentes, el 5,6 % de la población. 42 de los 52 municipios tienen menos de 5.000 habitantes, y 23 no llegan a los 1.000. Caseras, Bot, Benifallet, Ribarroja de Ebro o el Mas de Barberáns han ido perdiendo población de manera continuada desde hace décadas. Las principales pérdidas han sucedido en municipios de base agrícola como Flix, según detalla un informe de la URV.
Para afrontar esta cuestión se han impulsado varias iniciativas con más o menos éxito, como el coworking rural, la promoción de la llegada de nuevas familias, el fortalecimiento de los servicios sociales para retener la población existente, la rehabilitación de espacios, o la mejora del transporte público.
El despoblamiento favorece la virulencia de los incendios entre otros motivos, porque está relacionado con el abandono de los campos, que podrían ejercer de cortafuegos. En la zona donde se produjo el incendio, había varios campos abandonados. En Cataluña hay 45.000 hectáreas de campos abandonados.
El fuego se produjo en un contexto de una ola de calor y cuando se acumulaban varios meses con una pluviometría muy baja. Las altas temperaturas registradas, el viento y la baja humedad hicieron que el incendio se desarrollara rápidamente y se convirtiese en altamente peligroso, con una superficie potencial inicial de hasta 20.000 hectáreas.

## Causas

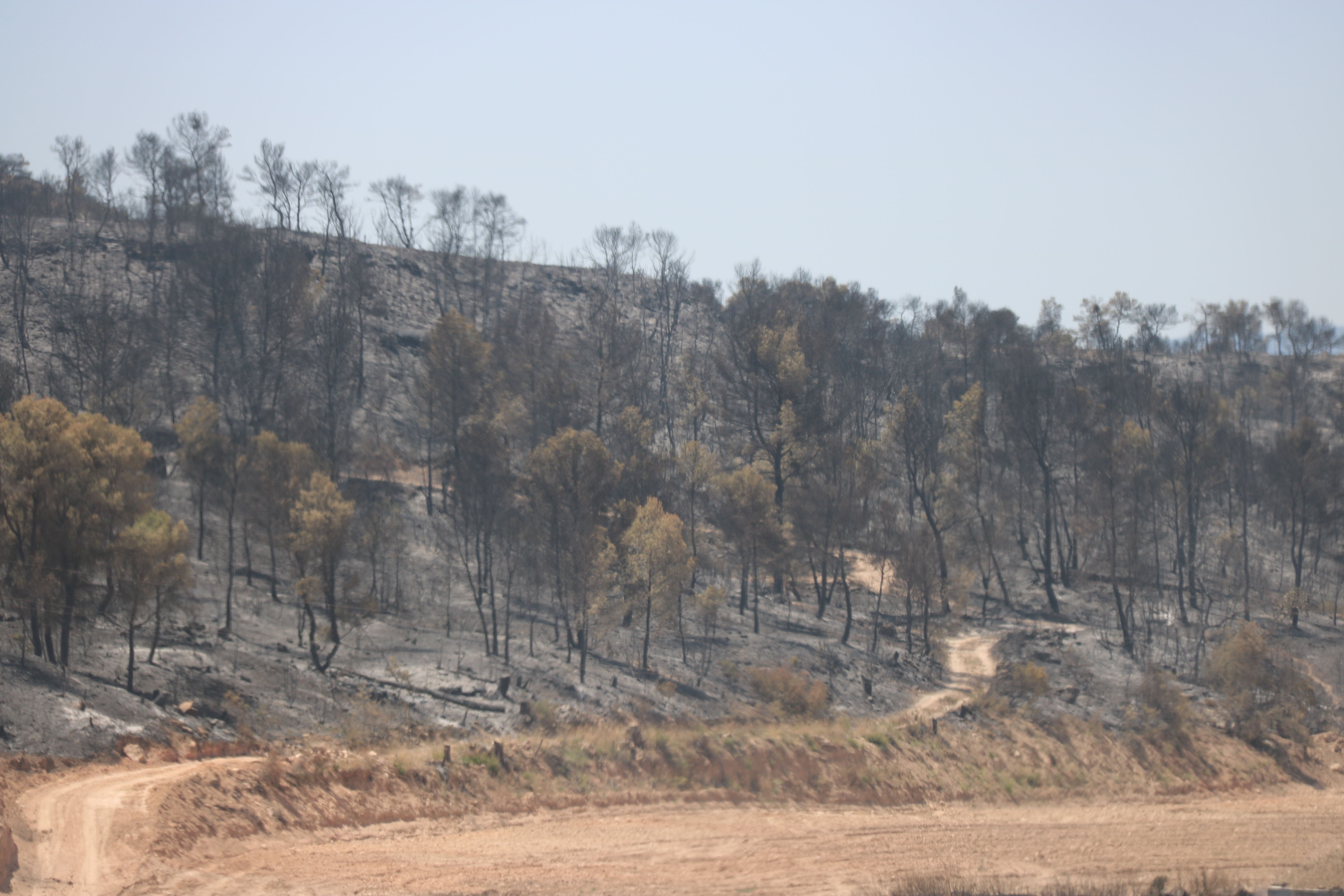
Espacio afectado por el incendio entre Flix y Bovera

Las primeras investigaciones concluyeron que el origen del incendio fue la combustión de un vertido de gallinaza en una granja del término municipal. La autocombustión de las basuras se produce durante la fermentación, que combinada con unas altas temperaturas puede derivar en ignición. Habitualmente el proceso de fermentación de los excrementos, a fin de que puedan abonar el campo, dura seis meses y se hace siguiendo el ciclo lunar. La normativa que lo regula obliga a que el proceso se produzca en un espacio habilitado por este fin, un estercolero impermeabilizado.
La juez de Falset encargó a los Mozos de Escuadra la investigación de las causas del incendio sin imputar a ninguna persona. El objetivo es aclarar las causas del fuego después de recibir un informe inicial de los Agentes Rurales y los Mozos de Escuadra.

## Afectados y solidaridad
Una cincuentena de personas fueron desalojadas de sus casas o masías. La mayoría pasaron dos noches en un centro de acogida habilitado en la escuela de Flix. Durante el incendio se cortaron varias carreteras como la T-714 entre la Torre del Español y Cabacés, la T-2237 de Vinebre en La Palma de Ebro, la T-703 de La Palma d'Ebre a la C-233, la C-233 de Bovera a Flix, y la C-12 de Mayals en Flix.
Varios vecinos se ofrecieron voluntarios para distribuir bebida y alimentos a los equipos de emergencia que trabajaron en la zona. Las primeras 24 horas prepararon 500 bocadillos. El Ayuntamiento de Vinebre, donde se instaló el centro de control y mando contra el incendio, recibió muchas llamadas de personas dispuestas a ayudar.
Decenas de personas expresaron a través de las redes sociales su voluntad de regalar ovejas, comida y dinero a Pere Jornet, a quien se le había quemado todo el rebaño durante el incendio y lo había expresado afectado en unas imágenes que se hicieron virales. En las imágenes se mostraba desolado y decía que no tenía ánimos para continuar adelante. Tanto esta iniciativa como otros de similares se acogieron a la iniciativa #Rebrotaremos para aglutinar iniciativas de solidaridad para afrontar las consecuencias del fuego mirando al futuro.